# Perry DeAngelis
Perry J. DeAngelis (22 de agosto de 1963 - 19 de agosto de 2007) fue un podcaster americano conocido por su participación en la creación y difusión del podcast The Skeptics' Guide to the Universe.
También fue cofundador y director ejecutivo de la New England Skeptical Society, que fue muy activa en el movimiento escéptico y las investigaciones sobre pretendidos sucesos paranormales.

## Primeros años
DeAngelis nació en 1963 en Bridgeport, Connecticut. Sus padres fueron Lawrence y Marie Cook DeAngelis. Tenía tres hermanos: Marie, Derald y Celeste.
Hasta 2007 DeAngelis trabajó como agente inmobiliario para su padre.
Steven Novella recordó a DeAngelis como alguien interesado en tener experiencias extremas, una joie de vivre y en agarrar la vida por los cuernos. Durante varias años de su adolescencia compitió en el demolition derby local, para el que creó el personaje Dr. Demo.
DeAngelis se graduó en la Joel Barlow High School y estudió en la New York University.

## New England Skeptical Society (NESS)
En 1996 DeAngelis y los hermanos Bob y Steven Novella fundaron The Connecticut Skeptical Society. Los tres formaron la sociedad en enero de 1996 porque su amor a la ciencia les llevó a investigar la red regional y nacional de sociedades escépticas y descubrieron que no había ninguna en Connecticut.
Evan Bernstein recordó, 

‘One night sometime in late 1995, Perry was over at Steve's condo, casually flipping through a copy of SI (Skeptical Inquirer). He was reading through the list of local groups, and commented to Steve: There's no local skeptics group in Connecticut. We should start one.
‘Una noche a finales de 1995 Perry estaba en el piso de Steven leyendo una revista de Skeptical Inquirer. Leyó la lista de grupos locales y le comentó a Steve: No hay ningún grupo escéptico en Connecticut. Deberíamos crear uno.’

Steven afirmó que cargó con la mayor parte del trabajo, pero que Perry estuvo allí todo el tiempo. Amaba las grandes ideas. La logística y los detalles eran preocupaciones para otra gente. Por eso trabajaron tan bien juntos. Steven se concentró en la logística y en los detalles, pero Perry fue el autor de la gran idea.
Según Bernstein, Perry era un hombre de grandes ideas.
Más adelante el grupo se unió al Skeptical Inquirers of New England (SINE) y al New Hampshire Skeptical Resource para formar la New England Skeptical Society (NESS).
La NESS estuvo muy activa investigando los sucesos paranormales. Perry decía:

‘If there are ghosts, great! If there are spirits, terrific! I'd love to talk to the spirits of the past.‘
‘Si hay fantasmas, ¡fantástico!. Si hay espíritus, ¡fenomenal!. Me gustaría hablar con los espíritus del pasado.’

Nunca recibió una buena respuesta a su pregunta:

‘What is your evidence?‘
‘¿Cuál es tu prueba?’

NESS prestó atención al satanismo, homeopatía, radiestesia, cultos y ovnis. En octubre de 1996 Steven Novella apareció en un episodio del show de Ricki Lake que trataba sobre vampiros. Otro de los invitados afirmaba ser una vampira síquica que podía vaciar la mente de otras personas. DeAngelis se levantó en la audiencia, abrió sus brazos y dijo:

‘Drain Me‘
‘¡Vacíame!’

La síquica dijo que no trabajaba en público. Más tarde DeAngelis dijo:

‘I had my doubts she could drain a sink‘
‘Tenía mis dudas de que ella pudiera vaciar una pileta.’

Una de las investigaciones favoritas de DeAngelis fue cuando junto a Steven Novella analizaron las historias de Ed y Lorraine Warren, sobre las que se basan las películas The Amityville Horror y The Conjuring.
Perry creyó que eran unos cascarrabias. Siempre le gustaron las personalidades extremas y ellos eran muy extremos.
En un artículo  del Sydney Morning Herald que investigaba si las películas sobrenaturales se basaban en hechos reales, la investigación de DeAngelis se usó como evidencia de lo contrario.
Steven Novella dijo:

‘They (The Warrens) claim to have scientific evidence which does indeed prove the existence of ghosts, which sounds like a testable claim into which we can sink our investigative teeth. What we found was a very nice couple, some genuinely sincere people, but absolutely no compelling evidence.‘
‘Los Warren afirmaban tener evidencias científicas que probarían la existencia de famtasmas, lo que suena como algo que se puede probar con nuestros dientes de investigadores. Lo que encontramos fue una pareja muy agradable, gente sincera, pero ninguna prueba convincente.’

## PodcastThe Skeptics' Guide to the Universe
DeAngelis fue clave en el inicio del podcast y se le atribuye el nombre del podcast. El participante del podcast Bob Novella dijo:

‘In 2005 emails flew back and forth for days as we tried to think of a name for our show. He sent an email with a final salvo of ideas and embedded in there was “The Skeptics’ Guide to the Universe.” The Douglas Adams reference resonated with us instantly and we made it so.‘
‘En 2005 nos mandamos muchos correos electrónicos entre nosotros sobre el nombre para el podcast. Perry mandó uno en el que incluyó The Skeptics’ Guide to the Universe.. La referencia a Douglas Adams resonó en nuestras cabezas y le pusimos ese nombre.’

Perry participó en la mayoría de los primeros 108 episodios. Se tomó muy en serio su participación y en las dos semanas anteriores a su muerte grabó su segmento por teléfono desde el hospital.
Steven Novella dijo:

‘It gave his life a tremendous amount of meaning.‘
‘Dio a su vida un tremendo significado.’

En 2009 durante el show en vivo de la SGU (The Skeptics' Guide to the Universe) en NECSS Steven Novella dijo:

‘We still get emails... it's been two years... from listeners who are listening to the shows in order from the beginning. They get Perry, they totally connect to him, they can see his personality coming through the podcast and they experience the loss over again... We are very happy to have the podcast that preserves who Perry was.‘
‘Todavía nos llegan correos electrónicos... ya hace 2 años... de oyentes que escuchan el podcast en orden desde el principio. Escuchan a Perry, conectan totalmente con él, pueden ver su personalidad que fluye del podcast y experimentan su pérdida otra vez... Estamos muy contentos de que el podcast preserva el Perry que fue.’

En 2010 durante el show en vivo de la SGU en NECSS Steven Novella dijo:

‘We still get emails, on a regular basis, from people who are listening back through our archives, and are losing Perry for the first time. It amazes us how much he can emotionally effect people... for them the loss is still fresh... it touches us but we lose Perry all over again.‘
‘Todavía nos llegan correos electrónicos de forma regular de gente que escuchan los podcasts de los archivos, y que pierden a Perry por primera vez. Nos asombra cómo afecta emocionalmente a la gente... para ellos la pérdida está fresca todavía... nos toca a nosotros, pero perdemos a Perry otra vez.’

## Vida personal

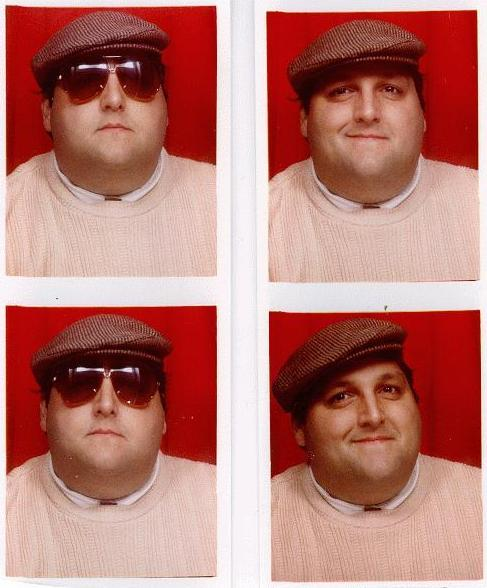
Perry DeAngelis

Aunque su familia era católica DeAngelis fue siempre ateo. Steven Novella dijo:

‘He said he never believed, not even the slightest bit‘
‘Él decía que nunca creyó, ni lo más mínimo.’

DeAngelis fue un gran aficionado a la historia y estaba interesado particularmente en la Guerra Civil Americana y en la Segunda Guerra Mundial. Coleccionaba libros, sombreros, banderas y toda clase de recuerdos.
Era aficionado a los deportes, particularmente al béisbol del que era un sufridor seguidor de los Yankees. Evan Bernstein dijo:

‘Anytime the Yankees were playing, he would have to be near a radio or television‘
‘Siempre que jugaban los Yankees, tenía que estar cerca de una radio o una televisión.’

Disfrutaba con los juegos de mesa como Dungeons and Dragons (Dragones y mazmorras). En una época de su vida fue el copropietario de una tienda de juegos y era el anfitrión de muchos eventos con juegos de rol en vivo. Bernstein achaca a dichos eventos la razón de que DeAngelis y Steven Novella estuvieran tan cómodos hablando frente a audiencias y siendo tan naturales en el pódcast ya que habían improvisado muchos personajes y escenarios en los juegos de rol.
DeAngelis era dramático y no le costaba recrear los pequeños detalles del juego. Puntuaba a otros jugadores según el efecto dramático de sus exposiciones.
DeAngelis y Bernstein compartían interés en muchos programas de radio como el programa matutino de Howard Stern, programas políticos, deportivos y otros como Car Talk.
La esposa de Perry fue Terry Wegener DeAngelis, que era testigo de Jehová. Evan Bernstein dijo que su relación:

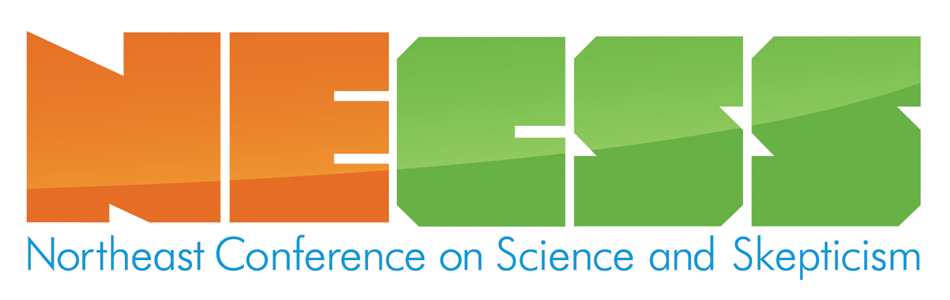

‘She never held her beliefs against him and he never held his beliefs against her . . . Obviously their love for each other trumped all of that . . . They took care of each other.‘
‘Ella nunca usó sus creencias contra él y él tampoco las usó contra ella... Obviamente su amor venció todo aquello... Ellos se cuidaban mutuamente.’

Steven Novella dijo:

‘you wouldn't expect him to be extremely tolerant but in fact Perry was a very very tolerant person in terms of other people's personal choices. He didn't care what people did or what people believed; he didn't have any real judgmentalism about people's personal choices. If you were an idiot he was very judgmental about that; he did not suffer fools well, but in terms of how you lived your life, he could not care at all. One thing that I think reflects that that I don't think many of our listeners know is that Perry's wife is a Jehovah's Witness. Wrap your mind around that.‘
‘Uno no esperaría que Perry fuera extremadamente tolerante, pero de hecho era una persona muy tolerante en las elecciones personales de la gente. Si eras un idiota él era muy crítico; no aguantaba bien a los tontos, pero en cuanto a cómo vivir tu vida, no le importaba en absoluto. Una cosa que creo que refleja eso y que no creo que muchos de nuestros oyentes sepan es que la esposa de Perry es una Testigo de Jehová. Piensa en eso.’

## Northeast Conference on Science and Skepticism (NECSS)
Northeast Conference on Science and Skepticism (NECSS) (pronunciado "nexus") es una conferencia de 3 días sobre ciencia y escepticismo que se celebra cada abril en el área de Nueva York. Inaugurada en 2009 es una conferencia conjunta entre la New York Skeptics y la New England Skeptical Society (NESS).
El 12 de septiembre de 2009 se pidió a NESS que impartiera una conferencia para la New York Skeptics. Esa conferencia fue un tributo a Perry DeAngelis y como fue en una fecha cercana a la de nacimiento y fallecimiento de Perry en agosto, se continuó la tradición de celebrar a Perry en cada conferencia incluso cuando los organizadores movieron la conferencia a abril.
En un episodio del podcast que recordaba la muerte de DeAngelis, Steven Novella dijo:

‘So we have two quotes today to close out the show. This one came from a listener. We get these emails all the time. This was just the most recent. The emailer said to us, 'I am a skeptic. I am a free thinker. I discard drivel and exonerate exactitude. I thank Perry DeAngelis. So, our annual live show in New York is always our Perry DeAngelis memorial show; that's in fact how NECSS started, by us giving a show here to honor Perry. And so it's also good to note as we often do that we continue to get emails from people who just found the podcast, are going back through old episodes, like 'hey, who was this Perry guy? He's awesome; why isn't he podcasting any more?'. Of course they discover that he died a few years ago, unfortunately. But his legacy still lives on and we will always remember him at NECSS.‘
‘Tenemos dos citas hoy para cerrar nuestro programa. La primera viene de un oyente. Nos llegan correos como este todo el tiempo. Este es el más reciente. El oyente nos decía: Soy un escéptico. Soy un librepensador. Descarto las tonterías y acojo la exactitud. Doy las gracias a Perry DeAngelis. De modo que en nuestro programa en vivo en Nueva York es siempre un homenaje a DeAngelis. De hecho, es como comenzó NECSS, haciendo un programa en honor a Perry. También es de notar que continuamos recibiendo correos electrónicos de gente que acaba de encontrar el podcast y escuchan programas antiguos y dicen: ¿Quién es este Perry? Es un fenómeno. ¿Por qué ya no está en el podcast?. Por supuesto, descubren que desafortunadamente murió hace unos años. Pero su legado todavía vive y nosotros lo recordaremos siempre en NECSS.’

En 2013 en otro episodio grabado en NECSS Novella dijo:

‘Perry was a huge presence on the show and we think about him every day he's been gone and we miss his presences on the show. We make sure we always pause to remember what he meant to us and what he meant to the SGU.‘
‘Perry fue una presencia enorme en el programa y pensamos en él todos los días desde que se fue y echamos de menos sus presencias en el programa. Siempre hacemos una pausa para recordar lo que significó para nosotros y lo que significó para el SGU.’

## Salud y muerte
En un reportaje para NESS en 2000 DeAngelis escribe de un encuentro con extraterrestres que tuvo después de la cirugía que le extirpó la vesícula biliar. Se había complicado en pancreatitis y estaba citado para una colecistectomía, que era una operación simple de rutina. En su caso no fue así, debido a su peso y al grosor de su piel debido a su esclerodermia.
Después de la cirugía estuvo en la UCI varios días con alucinaciones y delirios. Recordó una breve visita de su madre y su hermana, pero cuando sus riñones empezaron a fallar y la respiración se hizo penosa porque el dióxido de carbono aumentaba en su sangre fue cuando los extraterrestres fueron a por él. Recordaba mirar a la enfermera y darse cuenta de que era una extraterrestre y que le habían llevado a una parte secreta del hospital. Gritó a los doctores extraterrestres que venían a drogarle y se quitó los tubos de alimentación. Cuando se despertó estaba atado, lo que le confirmó la conspiración contra él. Su familia y amigos comenzaron a visitarlo más porque estaba muy grave y dejó de respirar en algunos momentos.
Días más tarde se estabilizó y se despertó para encontrarse a Jocelyn Novella con su hija Julia de un año en brazos. Recuerdo mirar a Julia y darme cuenta de que no podía ser un extraterrestre. No la pequeña Hoopie-doo!, como la llamaban. Supe que estaba a salvo.
DeAngelis escribió que supo que lo que había experimentado era un delirio conocido como psicosis de UCI.
En su caso su cultura le había llevado a creer que los extraterrestres le estaban operando porque leía novelas de ovnis y extraterrestres desde su pubertad. Cuando lo estaba experimentando era muy real y aterrador. Estaba asustado, desorientado, paranoide y me sentí muy solo. DeAngelis escribió ese artículo para atraer la atención a ese tipo de delirio y para explicar que entonces tenía una nueva apreciación por el terror de la paranoia.
En el primer episodio del podcast después de la muerte de DeAngelis, los participantes del SGU compartieron recuerdos de su amigo y colega. Steven Novella dijo que si la gente conociera los detalles de la muerte de DeAngelis les ayudaría en el proceso de duelo. Perry le dijo que podía contar todo de su historial médico. DeAngelis tenía diabetes tipo 2 y estaba diagnosticado de esclerodermia en 1997. Al final tuvo problemas con los dedos porque se le doblaban, dificultades para respirar y para cualquier esfuerzo.
Había tenido muchos ataques cardíacos y estuvo hospitalizado muchas veces.
Un día Steven Novella y su familia habían ido a visitarle al hospital. Perry había terminado de cenar y su madre estaba con él. Novella dejó a su esposa e hijas en el pasillo y fue a ver si estaba disponible para las visitas. DeAngelis tenía dificultad para respirar, miró hacia la izquierda, la línea del monitor se quedó plano y tras 45 minutos de intentos de resucitación fue declarado muerto.
Jay Novella recordó conversaciones que tuvo con DeAngelis sobre su salud:

‘He would basically say he's living his life the way he wants to. It was kind of the subtext was 'cos he knew that he didn't have a lot of time and he was doing everything in his power to just make himself happy.‘
‘Básicamente decía que estaba viviendo la vida como quería. Era como decir que como sabía que no tenía mucho tiempo estaba haciendo todo lo posible para hacerse feliz.’

‘Perry’s popularity was easy to understand – Perry had presence. The power of his personality went into everything he did, and every relationship he had. He made his opinions known and actually delighted in not sugar-coating them. Truth and reason were very important to him, so much so that he felt the truth had to be brutal. He would not diminish it with mere social nicety. This also means that when he expressed friendship, you knew he meant it. As big as Perry’s presence was in our lives, that is the size of the hole he will leave by his absence.‘
‘La popularidad de Perry es fácil de comprender, Perry tenía presencia. La fuerza de su personalidad iba en todo lo que hacía y todas las relaciones que tenía. Hacía conocer sus opiniones y estaba encantado de que no estuvieran edulcoradas. La verdad y la razón eran muy importantes para él, tanto que sentía que la verdad debía ser brutal. No podía depreciarla con la amabilidad social. Esto también significaba que cuando expresaba su amistad, sabías que era en serio. Tan grande como era la presencia de Perry en nuestras vidas, así es el tamaño del agujero que deja su ausencia.’

## Citas
‘It's important to keep the wonder alive. The awe and power that pure science has to offer is more sublime than anything the paranormal writers have to offer.‘
‘Es importante mantener la fascinación viva. El asombro y la fuerza que la ciencia pura tiene que ofrecer es más sublime que cualquier cosa que los escritores paranormales tienen que ofrecer’

‘Astrology is as vacuous as the space it worships.‘
‘La astrología está tan vacía como el espacio que adora.’

‘Thinking critically is a chore. It does not come naturally or easily. And if the fruits of such efforts are not carefully displayed to young minds, then they will not harvest them. Every schoolchild must be implanted with the wonder of the atom, not the thrall of magic.‘
‘El pensamiento crítico es una lata. No viene naturalmente o fácilmente. Y si los frutos de tantos esfuerzos no se muestran con cuidado a las mentes jóvenes, entonces no los cosecharán. Cada escolar debe ser inoculado con el asombro del átomo, no con esclavitud de la magia.’

## Galería de fotos

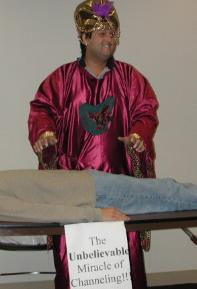
Haciendo de cirujano psíquico en un evento NESS - 1999
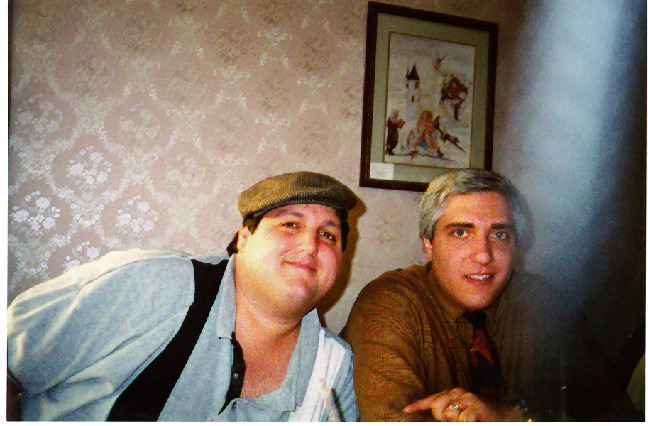
Perry DeAngelis y Steven Novella - 1999
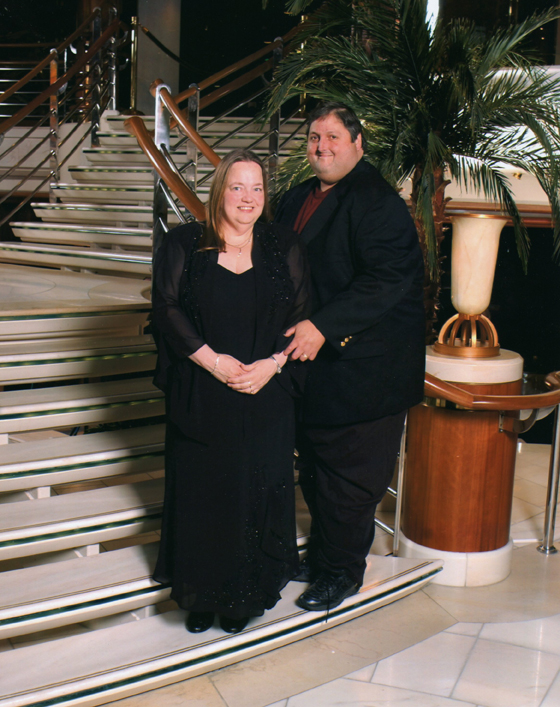
Jenna y Perry DeAngelis en su boda - septiembre 2001